# Streptopogon lindigii
Streptopogon lindigii là một loài Rêu trong họ Pottiaceae. Loài này được Hampe miêu tả khoa học đầu tiên năm 1851.